# Molossus sinaloae
Molosse du Sinaloa
Espèce
Statut de conservation UICN

 LC  : Préoccupation mineure
Répartition géographique
Synonymes
- Molossus trinitatus Goodwin, 1959[1]

Molossus sinaloae, le Molosse du Sinaloa, est une espèce sud-américaine de chauves-souris de la famille des Molossidae.

## Description
Molossus sinaloae a une longueur de la tête et du corps entre 69 et 85 mm, une longueur de l'avant-bras entre 45 et 52 mm, une longueur de la queue entre 41 et 52 mm, une longueur du pied entre 10 et 13 mm, une longueur des oreilles entre 13 et 17 mm et un poids jusqu'à 28 g. Les mâles sont légèrement plus grands et plus gros que les femelles. Il existe également de grandes différences géographiques en termes de taille et de poids.
La fourrure est courte et veloutée, avec des poils plus longs sur la croupe. Les parties dorsales sont noires, brun foncé ou brun rougeâtre avec une base de poils blanche, tandis que les parties ventrales sont brun grisâtre.
Le museau est court, tronqué et attaché haut. Les oreilles sont courtes, larges et unies antérieurement à la base, à partir desquelles une crête cutanée s'étend jusqu'aux narines. Le tragus est petit, droit et pointu, caché derrière l'antitragus qui est large et semi-circulaire. Les ailes sont attachées à l'arrière des chevilles. Les pieds sont courts. La queue est longue, trapue et s'étend environ à mi-chemin au-delà de la membrane interfémorale. Un dimorphisme sexuel significatif se produit dans 15 des 16 caractères crâniens ; seule la largeur du crâne ne diffère pas entre les sexes
Une poche gulaire est bien développée chez les mâles et rudimentaire chez les femelles ; elle produit une substance huileuse à forte odeur que les mâles utilisent pour marquer leur territoire et les femelles. La glande est plus grosse et plus active entre mai et août, à peu près au moment où les femelles mettent bas.
Le caryotype est 2n=48 FNa=58.

## Répartition
Molossus sinaloae est présente du Mexique au sud-ouest de la Colombie et au nord-ouest de la Guyane.
Le molosse vit dans les forêts sèches de feuillus, les forêts sempervirentes, les prairies et les zones habitées par l'homme, généralement en dessous de 1 000 mètres d'altitude et parfois jusqu'à 2 400 mètres.

## Liste des sous-espèces
Deux sous-espèces sont reconnues :
- Molossus sinaloae sinaloae J.A. Allen, 1906 - États mexicains de Sinaloa, Nayarit, Jalisco, Colima, Michoacán, Guerrero, Oaxaca, Chiapas, Tabasco, Campeche, Quintana Roo et Yucatán ; Guatemala, Belize, Honduras, Nicaragua, El Salvador, Costa Rica ;
- Molossus sinaloae trinitatus Goodwin, 1959 - Panama, nord et ouest de la Colombie ; Venezuela, Guyana et Suriname au nord, Guyane au nord-ouest et île de Trinité.

## Comportement

### Habitation
Molossus sinaloae se réfugie à l'intérieur des grottes, des maisons et sous les feuilles des palmiers, généralement en groupes nombreux. Les colonies sont généralement composées de plus de femelles que de mâles. Les gîtes individuels sont soit occupés par des mâles solitaires, soit par des groupes non mixtes, les gîtes entièrement féminins sont fréquemment visités par les mâles.
Les animaux peuvent partager leurs gîtes avec d'autres espèces telles que Eptesicus furinalis, Myotis nigricans, Myotis albescens et des espèces du genre Molossops, Eumops et Tadarida.

### Alimentation
Jusqu'à 78% du régime alimentaire du Molosse du Sinaloa se compose de papillons de nuit, bien qu'ils mangent également des quantités importantes de coléoptères et d'hémiptères, ainsi que d'autres insectes volants.
L'activité prédatrice commence immédiatement après le coucher du soleil, se termine après environ deux heures et reprend avant l'aube.

### Reproduction
Les femelles deviennent sexuellement matures au cours de leur première année de vie. La reproduction de Molossus sinaloae est saisonnière et synchronisée ; Des femelles gestantes furent observées dans la péninsule du Yucatán de mars à juin. Chaque femelle donnant naissance à un seul petit chaque année. Seulement 5 % des femmes donnent naissance à des jumeaux. Le sevrage a lieu à l'âge de six à huit semaines.